# Maurice Deville
Maurice John Deville (Sulingen, 31 juli 1992) is een voetballer uit Luxemburg. Hij speelt als aanvaller en staat sinds 2011 onder contract bij de Duitse club SV Elversberg. Zijn vader Frank (1970) speelde 35 interlands voor de nationale ploeg van Luxemburg in de periode 1995-2002.

## Baby's en kinderen
Maurice Deville werd geboren in 1992, de zoon van Luxemburgs oud-voetballer Frank Deville en een Duitse moeder in de Duitse stad Sulingen.

## Interlandcarrière
Deville kwam tot op heden twee keer uit voor de nationale ploeg van Luxemburg. Onder leiding van bondscoach Luc Holtz maakte hij zijn debuut op 15 november 2011 in de vriendschappelijke thuiswedstrijd tegen Zwitserland (0-1). Hij viel in dat duel na 88 minuten in voor middenvelder René Peters. In zijn tweede interland, op 29 februari 2012 tegen Macedonië, begon hij eveneens op de bank. Na rust viel hij in voor Aurélien Joachim, en nam hij vervolgens beide treffers voor zijn rekening. Luxemburg won het oefenduel met 2-1.